# Wings of Storm
Wings of Storm (en croate Krila Olujek) est le nom de la formation de voltige aérienne de l'Aviation militaire et la défense aérienne croates. Les pilotes et les Pilatus PC-9M sur lesquels ils volent proviennent de la base aérienne 93 de Zemunik à proximité de Zadar.